# Канды (Кургантепинский район)

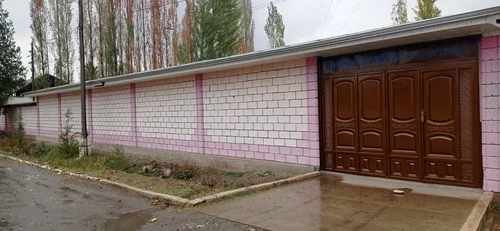
кладбище Чирактамга (2021)

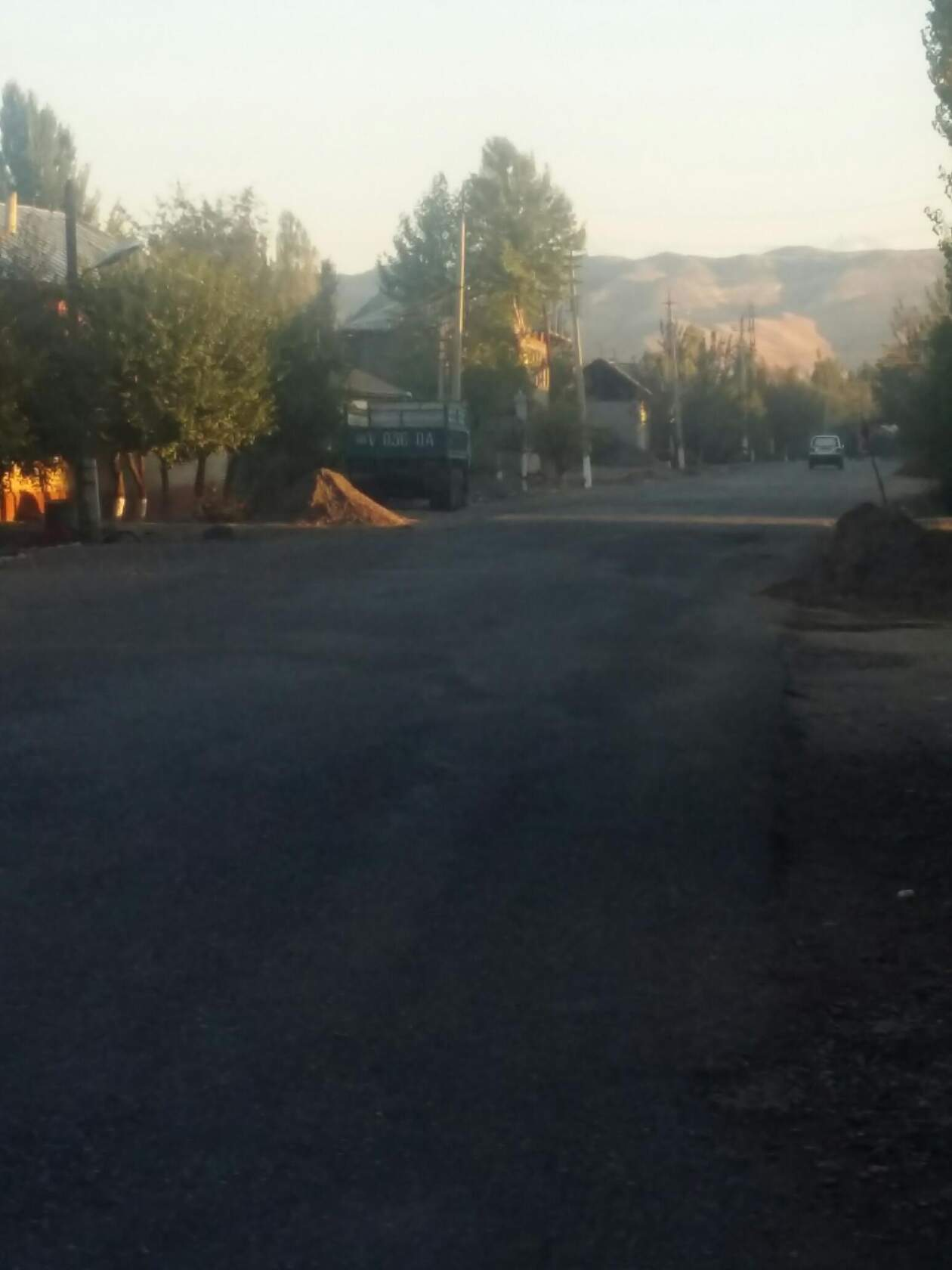
село Канды (2020)

Канды (кирг. Канды, узб. Qandi) — село в Кургантепинском районе Андижанской области Узбекистана. Административный центр Дардак.

## География
Селение расположено в северной части Кургантепинского района, в Ферганской долине. Находится в 14 км к северу от районного центра Кургантепа и в 60 км к западу от города Андижан.
Площадь сельского поселения составляет — 27 км2. Около 90 % площади приходятся на сельскохозяйственные угодья и пастбища.
Граничит с землями населённых пунктов: Ахунбабаев на востоке и Манас на юго-востоке.
Населённый пункт находится в переходной от предгорной в горную, зоне республики. Средние высоты составляют 678 метров над уровнем моря.
Климат умеренный. Средняя температура колеблется от +38°С в июле до −10°С в январе. Среднегодовое количество осадков составляет 600 мм. В начале весны при резких перепадах температуры с гор дуют сильные сухие ветры.

## Образование
- Средняя школа № 48.
- частный детский сад

## Население
Национальный состав
- киргизы 90 %,
- узбеки 10 %